# فینال جام حذفی فوتبال اوکراین (۲۰۱۱)
فینال جام حذفی ۲۰۱۱ اوکراین یک مسابقه فوتبال در تاریخ ۲۵ مه ۲۰۱۱ در استادیوم یوویلنی سومی برگزار شد. این مسابقه بیستمین فینال جام حذفی فوتبال اوکراین بود که بین باشگاه‌های دینامو کیف و باشگاه فوتبال شاختار دونتسک برگزار شد.

## مسیر قهرمانی
| Round 1       | Krymteplitsia Molodizhne | ۰–۱ | باشگاه فوتبال دینامو کیف  |
| دور 2         | PFC Sevastopol           | ۱–۲ | باشگاه فوتبال دینامو کیف  |
| یکچهارم نهایی | Stal Alchevsk            | ۲–۳ | باشگاه فوتبال دینامو کیف  |
| نیمه نهایی    | باشگاه فوتبال دینامو کیف | ۲–۰ | باشگاه فوتبال آرسنال کی‌یف |

| دور 1         | باشگاه فوتبال شاختار دونتسک | ۶–۰ | باشگاه فوتبال کریفباس کریفیی ریه |
| دور 2         | Poltava                     | ۰–۲ | باشگاه فوتبال شاختار دونتسک      |
| یکچهارم نهایی | باشگاه فوتبال شاختار دونتسک | ۱–۰ | Metalurh Zaporizhya              |
| نیمه نهایی    | باشگاه فوتبال شاختار دونتسک | ۲–۱ | باشگاه فوتبال دنیپرو             |

## مسابقه

### جزئیات
| باشگاه فوتبال دینامو کیف | ۰ – ۲  | باشگاه فوتبال شاختار دونتسک              |
| ------------------------ | ------ | ---------------------------------------- |
|                          | Report | ادواردو دا سیلوا ۶۴' · لوئیز آدریانو ۸۷' |